# Injury Severity Score
Der Injury Severity Score (ISS) ist eine anatomische Verletzungsgradtabelle zur Einordnung der Schwere von Verletzungen. Bewertungsgrundlage ist der jeweilige Schweregrad bei den Einzelverletzungen gemäß der vereinfachten Verletzungsskala Abbreviated Injury Scale (AIS98). Die ISS-Werte liegen zwischen 0 (unverletzt) und 75 (polytraumatisierte Patienten), sie werden aus der AIS98 berechnet.
Insbesondere die modernen Polytrauma-Definitionen bauen auf dem 1971 erstmals in den USA vorgestellten AIS und dem daraus entwickelten, 1974 als Tabelle von Susan Baker und Mitarbeitern bekanntgegebenen Trauma-Score ISS auf.

## Berechnung
Grundlage sind die AIS-Schweregrade: 0 = keine Verletzung, 1 = leichte, 2 = mäßige, 3 = ernste, 4 = schwere, 5 = lebensbedrohliche, 6 = tödliche Verletzung (Übersetzung von W. Abdulla). Die ISS-Tabelle nutzt den AIS98-Code mit den Ausprägungen 1 bis 6 als Proxy-Variable für den Verletzungsgrad sowie den sogenannten Anatomical Localizer des AIS98 für die Zuordnung der Verletzungen zu einer Körperregion.
Zu beachten ist, dass sich die Definitionen der Körperregionen des AIS98 von denen des ISS wesentlich unterscheiden: Wirbelsäule und Rückenmark bilden keine eigenständige Körperregion mehr, sondern werden auf die jeweiligen Körperregion, in der sie sich befinden, aufgeteilt. Verletzungen der Haut und des Unterhautfettgewebes (Schürfungen, Prellungen und Schnittverletzungen) werden im Gegensatz zum AIS98-Identifier nicht körperregionsbezogen, sondern als „Externe Verletzungen“ codiert. Die sechs ISS-Körperregionen sind:
1. Kopf oder Hals [Head or Neck] – Der Bereich ‚Kopf und Nacken’ schließt neben den knöchernen Verletzungen des Schädels (ohne Gesichtsschädel) und der Halswirbelsäule auch Verletzungen des Groß- und Kleinhirns sowie des Halsmarkes (Medulla oblongata, Cervikalmark) mit ein. Auch Ersticken (Asphyxie) wird in dieser Rubrik codiert.
2. Gesicht [Face] – Gesichtsverletzungen einschließlich Mund, Nase, Augen, Ohren und Gesichtsknochen.
3. Thorax [Chest] – Brustkorbverletzungen einschließlich Verletzungen der Brustwirbelsäule, der Rippen und der inneren Organe im Brustbereich, einschließlich des Zwerchfells (Diaphragma). Ertrinken wird als Brustkorbverletzung codiert.
4. Abdomen/Beckeninhalt [Abdomen or Pelvis Contents] – Verletzungen im Bauchraum (ohne Zwerchfell), im großen und kleinen Becken sowie an der Lendenwirbelsäule.
5. Extremitäten/Beckengürtel [Extremities or Pelvic Girdle] – Verletzungen incl. Überdehnung, Fraktur, Luxation (Auskugeln) und Amputation der Extremitäten, einschließlich Verletzungen des Beckens.
6. äußerliche Verletzungen [External] – Schürfungen, auch mit Defektstellen, Einschnitte, Prellungen und Verbrennungen der Haut und des Unterhautfettgewebes unabhängig von der Lokalisation sowie Unterkühlung (Hypothermie) und Verletzungen durch Strom.

Betrachtet werden die Maximal-Werte der AIS-Codes für die 6 ISS-Körperregionen. Laut Erstbeschreibung wird der ISS als Summe der Quadrate der 3 höchsten AIS98-Codes (der drei am schwersten verletzten Körperregionen) dieser ISS-Körperregionswerte gebildet. Als Besonderheiten sind zu beachten:
1. Liegt in einer Körperregion keine Verletzung vor, so wird der entsprechende AIS98-Code für die weitere Berechnung auf 0 gesetzt.
2. Ein AIS98-Code von 9 (verstorben) führt dazu, dass für den Verletzten kein ISS-Wert berechnet werden kann.
3. Findet sich in einer der ISS-Körperregion ein AIS98-Code von 6, so wird der ISS-Code automatisch auf 75 gesetzt.

Dementsprechend fließen nur AIS-Codes von 0 bis 5 tatsächlich in die Berechnung ein; der ISS kann also Zahlenwerte von 1 (bei einer einzelnen, sehr leichten Verletzung) bis maximal 75 Punkten (bei polytraumatisierten Patienten) annehmen.
ISS = (AISa)2 + (AISb)2 + (AISc)2
mit a, b, c für die drei am schwersten verletzten Körperregionen; AISa, b, c: jeweils höchster AIS-Schweregrad der betreffenden Region.
Bei einem ISS-Wert von über 15 spricht man von einem Polytrauma, ein Wert von 16 bis 20 charakterisiert also einen Schwerverletzten.

## Bewertung
Die Schwächen des ISS liegen darin, dass nur 1 AIS-Code pro Körperregion und insgesamt maximal 3 Körperregionen berücksichtigt werden. Eine systematische Unterbewertung bei mehr als drei relevant verletzten Körperregionen, bei schweren Schädel-Hirn-Trauma mit mehr als einer Verletzungsart (z. B. bei gleichzeitiger zerebraler Blutung, Kontusion und Hirnödem) oder aber bei mehreren schweren Extremitätenverletzungen ist damit unausweichlich.
Der ISS ist neueren Scores unterlegen, ist aber dennoch weltweit der am meisten genutzte Score zur Einschätzung der Gesamtverletzungsschwere.

## New Injury Severity Score (NISS)
Unter der Prämisse einer besseren Korrelation des Bewertungsmaßes mit der Polytraumatisierung der Patienten wurde der „New Injury Severity Score“ (NISS) vorgeschlagen. Hierbei werden ebenfalls Patienten mit einem AIS-Code von 9 ausgeschlossen, jedoch wird auf die Bildung der Maximalwerte für Körperregionen verzichtet. Es werden einfach jeweils die drei größten AIS98-Codes quadriert und addiert. Über den Nutzen und die Überlegenheit des NISS gegenüber dem ISS gibt es geteilte Meinungen.